# Wave Rock

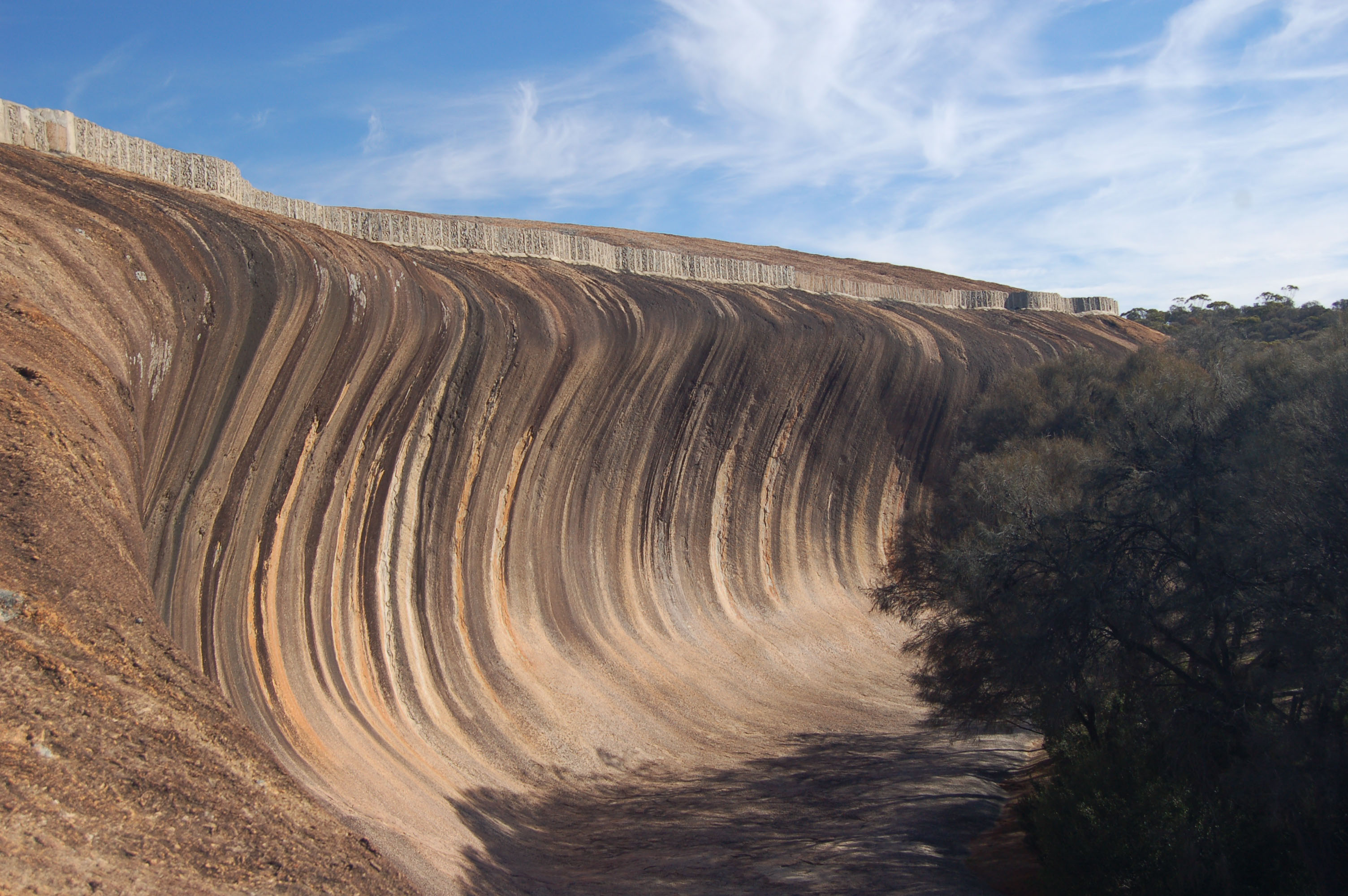
Wave Rock

Wave Rock is net als Uluṟu (Ayer's Rock) een van de bekende natuurverschijnselen van Australië. De rots heeft deze naam gekregen omdat het lijkt alsof het een enorme oceaangolf is die plotseling is versteend.
Wave Rock is een enorm blok graniet. Deze rots is ongeveer 110 meter lang en 15 meter hoog. De ouderdom van Wave Rock wordt geschat op 500 miljoen jaar. Door de holle zijwand lijkt de rots op een golf. Dit effect wordt nog vergroot door de verticale lijnen die veroorzaakt worden door het regenwater dat van de rots afsijpelt.
De rots ligt op circa 3 kilometer van het plaatsje Hyden gelegen. Hyden is een heel klein dorpje, dat eigenlijk alleen maar uit een hotel en een paar huizen bestaat. Vanaf Perth worden er dagtochten georganiseerd naar Wave Rock.